# Yoik
Yoik es el nombre dado a un tipo de canto especial utilizado por el pueblo sami o lapón. 
El yoik ha sido el modo de expresión musical de los samis desde tiempos remotos. Mucha gente sami ha adquirido su propia melodía, como si fuese su nombre o como una rúbrica musical. Además, las melodías pueden describir la apariencia o la personalidad de alguien. El yoik puede a su vez contener letra, aunque por lo general son improvisados. Ya que las melodías están tan allegadas a las personas, uno puede decir que está «yoikeando» a alguien en vez de decir que se está «yoikeando» sobre alguien.
La mayoría de las melodías solían ser sobre personas, sin embargo animales y lugares también pueden tener su propio yoik. Mientras que los yoiks sobre personas son relativamente nuevos, los yoiks sobre animales son presumiblemente muy antiguos.
Todos estos elementos hicieron del yoik un modo muy especial de expresar la relación entre sí mismo y la naturaleza. El yoik es muy rico y sutil; sin embargo, para aquellos quienes no están acostumbrados a él, puede resultar incomprensible y monótono.
A través de los años el yoik ha recibido prejuicios y supresión, pero aun así continúa con vida. Además el yoik ha adquirido un nuevo valor como símbolo cultural y es aplicado a nuevos contextos.